# ジェイムズ・アリソン
ジェイムズ・アリソンまたはジェームズ・アリソン（James Allison、1968年2月22日 - ）は、イングランド出身の空力系の自動車技術者。
主に、モータースポーツの技術者としてF1チームの要職を歴任。特にテクニカルディレクターの役職を長らく務め、F1マシンの設計にも携わった。父はイギリス空軍大将（Air chief marshal）のジョン・アリソン卿。

## 経歴
アビングドンスクールとケンブリッジ大学で学ぶ。 
1991年、ケンブリッジ大学を卒業後、ロス・ブラウンの仕切る、エンストーンのベネトン・フォーミュラのTWRの空力部門に加わる。トム・ウォーキンショーの獲得したレイナードF1が用意していた施設であり、そこには、自身の記憶を辿りながらレイナードの車両設計を再構築するロリー・バーンや、リジェへ向けた車両を準備するフランク・ダーニーの姿もあった。 
その後ロビン・ハードの抜擢をうけ、ビスターのLarrousse UK Ltd社で、1995年用のラルース車両LH95の空力責任者を務めたが、レースで出走することはなかった。
この時使用した風洞は、ブラックリーのマーチウインドトンネルで、1987年にニック・ワースによって建設されたものだった。
1990年代半ばにTWRの去ったベネトンに戻り、1996年から1998年の設計作業で、ニック・ワースとの組み合わせで、B197、B198、B199の空力責任者を担当する。ワースがF1チーム立ち上げに失敗した直後のことである。
在籍中にアリソンはエンストーンの新しいベネトン風洞の設計建設にも関与したとされている。
2000年にフェラーリに移籍しチームの黄金期を支える。
2005年に副テクニカルディレクターとしてルノーF1（旧ベネトン・ルノー）に再び戻り、2009年テクニカルディレクターに昇進。2012年にルノーがロータスF1チームとなったが、引き続き在籍した。
2013年5月8日にロータスF1チームを辞任、2013年7月29日、フェラーリにシャシーテクニカルディレクター、その後テクニカルディレクターとして再加入した。2016年7月27日に個人的な理由のためフェラーリを離脱。
2017年2月16日、メルセデスAMG F1に、新たに設けたテクニカルディレクターの待遇で加入し、チームの常勝に貢献する。2021年7月、現場から退き管理職であるCTO（最高技術責任者）に昇格した。
以降しばらくはF1の現場を離れ、アメリカズ・カップ（ヨットレース）のイネオス ブリタニア・チームに技術者として出向していたが、2023年4月、前任のマイク・エリオットと交代しテクニカルディレクター職に復帰。